# Cratere Stina
Stina  è un cratere sulla superficie di Venere.